# 도미오카역
도미오카역(일본어: 富岡駅)은 일본 후쿠시마현 후타바군 도미오카정에 있는 동일본 여객철도(JR동일본)의 철도역이다.

## 역 구조
2면 3선 구조의 지상역이다. 승강장과 역사는 과선교로 이어져 있다.
동일본 대지진으로 일어난 해일(쓰나미)이 철도역을 덮쳐 역사나 구내가 유실·대파되어, 구 위치에서 이전하여 역사를 새로 지었다.

### 승강장
| 1 | ■ 조반선(하행) | 하라노마치·센다이 방면 |
| 2 | ■ 조반선(상행) | 이와키·미토 방면       |
| 3 | ■ 조반선       | 이와키, 미토 방면      |

## 역세권 정보
이 역 주변은 후쿠시마 제1 원자력 발전소 사고 영향을 받아 경계구역(警戒区域, 출입 금지 구역)이 되었으나 2013년 3월 25일부터 2017년 4월 1일까지는 피난 지시 해제 준비 구역(避難指示解除準備区域, 자유로이 들어갈 수 있으나 밤을 새면 안되는 구역)이었다.
- 국도 제6호선
- 도미오카 정청(町廳)
- 후타바 경찰서
- 후쿠시마 제2 원자력 발전소 (도쿄 전력)

## 역사
- 1898년 8월 23일: 닛폰 철도의 철도역으로 영업 개시.
- 1906년 11월 1일: 국유화.
- 1987년 4월 1일: 민영화에 따라 동일본 여객철도의 소속이 되었다.
- 2011년 3월 11일: 동일본 대지진으로 영업이 중단, 역사가 해일로 유실·대파되었다.[2]
- 2015년 1월: 큰 피해를 입은 역 건축물을 해제.[3]
- 2017년 10월 21일 : 이설 후 영업 복귀.

JR동일본 및 도미오카 정은 해일 대책 등을 실시해서 도미오카 역을 원래 장소에서 이설해서 영업을 재개하였다.。

## 인접역
| 동일본 여객철도 조반선 | 동일본 여객철도 조반선 | 동일본 여객철도 조반선 |
| ---------------------- | ---------------------- | ---------------------- |
| 다쓰타 이와키 방면     | ■ 보통                 | 요노모리 센다이 방면   |